# Kurt Hübner (Schauspieler)
Kurt Hübner

Link zum Bild

Kurt Hübner (* 30. Oktober 1916 in Hamburg; † 21. August 2007 in München) war ein deutscher Schauspieler, Theaterregisseur und -intendant. Hübners Wirken während seiner elfjährigen Intendanz am Theater Bremen von 1962 bis 1973 machte ihn zu einem der einflussreichsten Theatermacher in der Bundesrepublik Deutschland.

## Biografie

### Ausbildung und Regisseur
Hübner erhielt nach dem Abitur 1938 seine Schauspielausbildung am Deutschen Theater in Berlin. Nach dem Zweiten Weltkrieg arbeitete er zunächst bei Radio Hamburg als Nachrichtensprecher und Reporter und kam 1947 zum Deutschen Schauspielhaus in Hamburg als Regie- und Dramaturgieassistent. Sein Debüt als Regisseur gab er 1947 am Landestheater Hannover. Weitere Stationen waren in Göttingen, Ingolstadt und Freiburg als Schauspieler und Regisseur und zwischen 1953 und 1955 als Hörspieldramaturg beim Süddeutschen Rundfunk in Stuttgart brachten ihn 1955 als Chefdramaturg und Hausregisseur zurück an die Landesbühne Hannover. 1957 wechselte er in gleicher Funktion an das Staatstheater Stuttgart, von wo aus er 1959 die Intendanz des Ulmer Theaters angeboten bekam.

### Theaterintendant
Hübner zählte zu den bedeutenden Theaterintendanten in Deutschland. Er schuf als Theaterleiter Freiraum für große Theatertalente. Von 1959 bis 1962 war er, unterstützt von seinem Stellvertreter, dem Dramaturgen Jörg Wehmeier, Intendant der Städtischen Bühne Ulm. Ende der 1950er Jahre gab er als Intendant des Ulmer Theaters dem Regisseur Peter Zadek die Chance für seine ersten wichtigen Arbeiten, dort begann die Zusammenarbeit zwischen dem Bühnenbildner Wilfried Minks und Zadek. Die Schauspieler Hannelore Hoger, Judy Winter, Elisabeth Orth und Norbert Kappen begannen in Ulm unter Hübners Direktion ihre Karriere, und Peter Palitzsch inszenierte die Stücke von Bertolt Brecht, als der Kommunist Brecht in Westdeutschland verpönt war.

#### Bremen

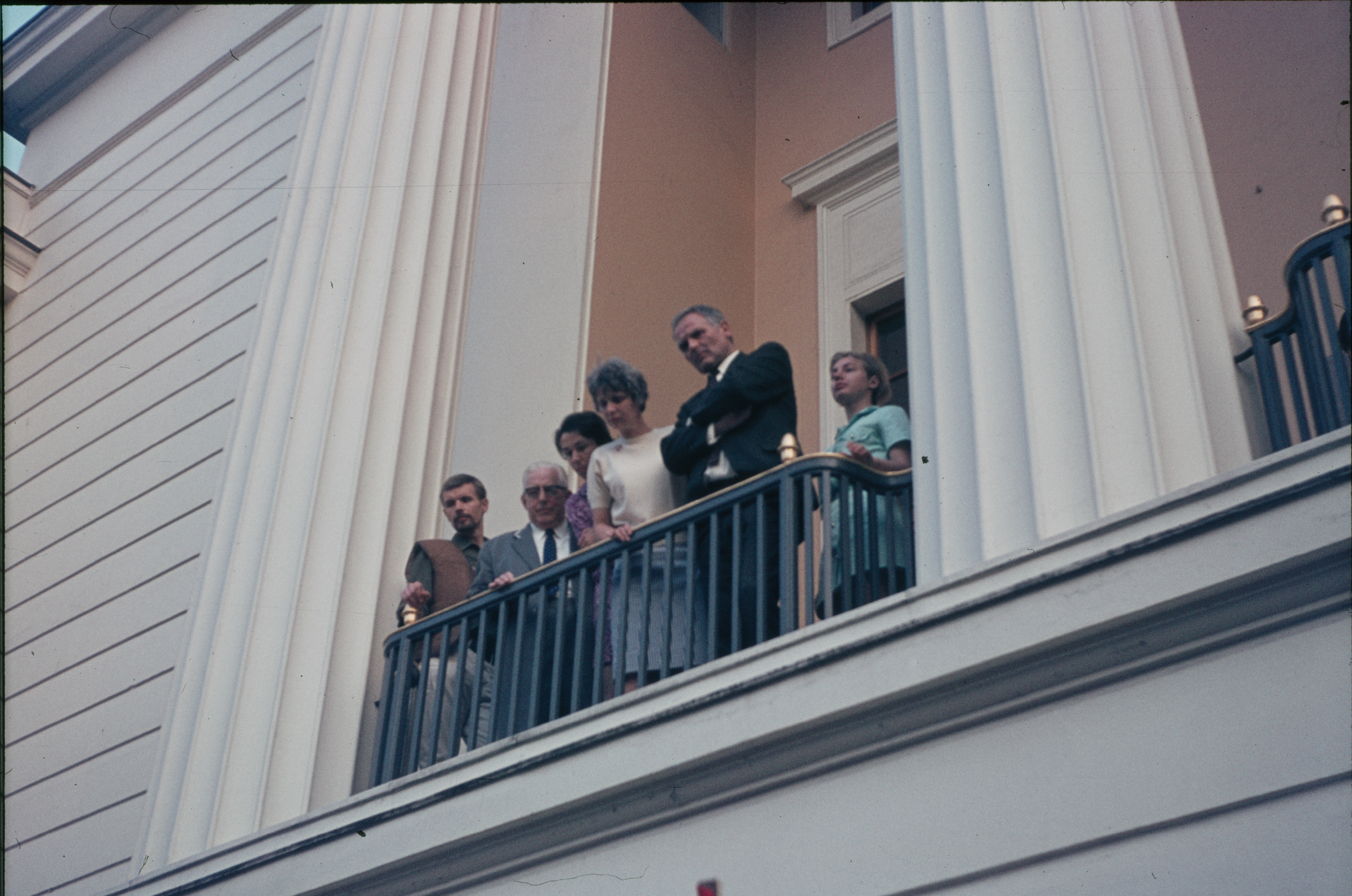
Kurt Hübner auf dem Balkon des Theaters am Goetheplatz

1962 ging Hübner an das Bremer Theater, blieb dort bis 1973 Intendant und schuf mit seinem Geschick, junge Talente um sich zu sammeln, das wichtigste Theater der Neuerer in den 1960er Jahren. Zadek, Minks und Palitzsch folgten ihm aus Ulm, und sie schufen mit Hübner den berühmten «Bremer Stil». Die elfjährige Intendanz Hübners in Bremen gilt als die fruchtbarste und wichtigste Ära in der Theatergeschichte der Bundesrepublik mit Einflüssen über die Grenzen Deutschlands hinaus. Im Laufe der 1960er Jahre begannen an diesem Theater ihre Karriere unter anderen die Regisseure Peter Stein, Alfred Kirchner, Klaus Michael Grüber, Hans Neuenfels, Johannes Schaaf und Rainer Werner Fassbinder und die Schauspieler Bruno Ganz, Jutta Lampe, Edith Clever, Rosel Zech, Traugott Buhre, Rolf Becker, und Vadim Glowna. Peter Stein und seine Schauspieler schufen hier die Basis für die spätere Arbeit und Gründung der Berliner Schaubühne. Bühnen- und Kostümbildner, die das Regietheater bis heute prägen, begannen ihre Laufbahn in Bremen, neben Minks waren das Karl-Ernst Herrmann, Jürgen Rose und Erich Wonder.

#### West-Berlin
Hübners streitbares Theater war für die politisch Verantwortlichen in Bremen auf die Dauer eine zu hohe Belastung. Die Spannungen nahmen derart zu, dass Hübner in der Saison 1973/74 seinen Abschied nahm. Auch 7.000 Solidaritätsunterschriften konnten ihn nicht mehr umstimmen. Diese Entscheidung sollte Hübner bald bereuen, denn nun war keine Stadt mehr bereit, ihm ein Ensembletheater anzubieten. Stattdessen blieb ihm nur das Theater der Freien Volksbühne in West-Berlin, wo er von 1973 bis 1986 Intendant war. Dessen geringer Etat reichte lediglich für den Gastspielbetrieb auswärtiger Ensembles und deren Inszenierungen. Seine Talentförderung war damit beendet, allerdings gelangen ihm noch einige spektakuläre Gastinszenierungen wie Klaus Michael Grübers Faust-Inszenierung mit Bernhard Minetti oder die von Thomas Schulte-Michels inszenierte Auschwitz-Revue nach Peter Weiss’ Die Ermittlung. Erst seinem Nachfolger Hans Neuenfels gestattete der Senat ein höheres Budget, so dass dieser nun auch mit einem festen Ensemble arbeiten konnte.

### Epilog
Nach 1986 übernahm Kurt Hübner keine Intendanz mehr. Er arbeitete fortan als freier Regisseur und vor allem als Theaterpädagoge.
1989 kehrte Hübner noch einmal zurück nach Bremen und inszenierte dort die anspielungsreiche Komödie des Kaufmanns von Venedig. Er spielte in Klaus Michael Grübers legendärer Inszenierung von Luigi Pirandello Sechs Personen suchen einen Autor und 1990 spielte er den Generaldirektor der Deutsche Röhren AG in dem Film Pappa ante portas von Loriot. Unter Luc Bondy spielte er in Ödön von Horvaths Figaro lässt sich scheiden im Theater in der Josefstadt in Wien.
Hübner starb mit 90 Jahren am 21. August 2007 in München. Nach ihm sind der Bremer Kurt-Hübner-Preis und der Kurt-Hübner-Regiepreis der Deutschen Akademie der Darstellenden Künste benannt, dessen Juror er von 1992 bis 2006 war.

## Filmografie (Auswahl)
- 1953: Maria Johanna
- 1968: Sir Roger Casement (Fernseh-Zweiteiler)
- 1969: Ich bin ein Elefant, Madame
- 1977: Aus einem deutschen Leben
- 1979: Der ganz normale Wahnsinn (Fernsehserie, eine Folge)
- 1989: Der Rosengarten
- 1990: Wer zu spät kommt – Das Politbüro erlebt die deutsche Revolution
- 1991: Pappa ante portas
- 1994: Polizeiruf 110 – Gespenster (Fernsehreihe)
- 1994: Zwei Brüder (Fernsehserie, eine Folge)
- 1995: Immenhof (Fernsehserie, vier Folgen)
- 1997: Der Fahnder (Fernsehserie, eine Folge)

## Auszeichnungen
Hübner erhielt 2005 den ITI-Preis zum Welttheatertag 2005. Das Internationale Theaterinstitut (ITI) würdigte damit das Lebenswerk des Regisseurs und Schauspielers. Dieser Preis wird seit 1984 jedes Jahr anlässlich des Welttheatertages am 27. März verliehen. Mit ihm werden Persönlichkeiten der deutschsprachigen Theaterszene ausgezeichnet, deren Arbeit über die Landesgrenzen hinaus wirkt. Weitere Preisträger sind unter anderen George Tabori, Pina Bausch, Thomas Langhoff und Frank Castorf.
- 1991: Fritz-Kortner-Preis
- 2000: Peter-Weiss-Preis der Stadt Bochum
- 2005: ITI-Preis zum Welttheatertag 2005

Die Stadt Bremen benannte 2008 einen Platz im Stephaniviertel nach Kurt Hübner.

## Zitate
„Kein Mensch hat in den vergangenen Jahrzehnten mehr für das deutschsprachige Theater bewirkt als Kurt Hübner.“

## Nachweise
1. ↑  „Der Herausforderer“, Tagesspiegel, 23. August 2007
2. ↑  Walter Habel (Hrsg.): Wer ist wer? Das deutsche Who’s who. 24. Ausgabe. Schmidt-Römhild, Lübeck 1985, ISBN 3-7950-2005-0, S. 1314–1315.
3. ↑  „Preis zum Welttheatertag – 27. März 2005“ (Memento vom 28. September 2007 im Internet Archive), ITI-Pressemitteilung vom 16. März 2005
4. ↑  „Spürnase für Talente“, Kölnische Rundschau, 23. August 2007